# Фетелшос
Фетелшос (њем. Vettelschoß) општина је у њемачкој савезној држави Рајна-Палатинат. Једно је од 62 општинска средишта округа Нојвид. Према процјени из 2010. у општини је живјело 3.308 становника. Посједује регионалну шифру (AGS) 7138075.

## Географски и демографски подаци
Фетелшос се налази у савезној држави Рајна-Палатинат у округу Нојвид. Општина се налази на надморској висини од 210–364 метра. Површина општине износи 6,9 km². У самом мјесту је, према процјени из 2010. године, живјело 3.308 становника. Просјечна густина становништва износи 479 становника/km².